# Южная Гидра
Ю́жная Ги́дра (лат. Hydrus, Hyi) — созвездие южного полушария неба. Занимает на небе площадь в 243 квадратных градуса, содержит 32 звезды, видимые невооружённым глазом. Ярчайшая звезда — Бета Южной Гидры.

## Условия наблюдения
На территории России и всего бывшего СССР не наблюдается, никакая часть этого созвездия не восходит даже в Кушке. Созвездие частично наблюдается южнее +32°, но полная видимость на широтах южнее +7°.

## История
Новое созвездие. Предложено Петером Планциусом в 1598 году, но традиционно приписывается Иоганну Байеру (1603, атлас «Уранометрия»).